# Synagoga w Ziębicach
Synagoga w Ziębicach – synagoga znajdująca się w Ziębicach, przy ulicy Wąskiej 11. Jest rzadkim i jednym z najlepszych przykładów budynków w stylu angielskiego neogotyku na Dolnym Śląsku.
Synagoga jest obiektem, który stanowi wartość zabytkową. Została ona wpisana do krajowego rejestru zabytków nieruchomych pod numerem 1353/WŁ w dniu 26 września 1991 roku.

## Historia
Koncepcje budowy synagogi narodziły się w 1843 roku. Wkrótce zakupiono działkę budowlaną przy ulicy Wąskiej, na której 22 sierpnia 1844 roku położono kamień węgielny pod budowę synagogi, którą zaprojektował królewski mistrz murarski Tischler z Wrocławia. Nadzór nad pracami budowlanymi sprawował budowniczy Seche. W 1845 roku gmina żydowska zorganizowała zbiórkę pieniędzy na pokrycie kosztów budowy.
Uroczyste otwarcie synagogi nastąpiło 30 października 1845 roku. Między 1933 a 1934 rokiem synagoga została zdewastowana przez hitlerowców i przeznaczona na magazyn zbożowy, który mieścił się w niej jeszcze przez rok po zakończeniu II wojny światowej.
W 1946 roku synagoga została odnowiona i ponownie otwarta dla celów kultowych. Po wydarzeniach z marca 1968 roku i wyjeździe prawie całej społeczności żydowskiej z miasta, synagoga została zamknięta. Obecnie opuszczona i zagrożona dewastacją.
5 sierpnia 2005 roku w synagodze odbyło się pierwsze od lat nabożeństwo szabatowe, w którym uczestniczyła młodzież żydowska z Polski, USA i Izraela. Uroczystość zorganizowała Polska Unia Studentów Żydowskich we współpracy ze Światową Unią Studentów Żydowskich oraz American Jewish Joint Distribution Committee i Towarzystwem Przyjaciół Ziębic „Ducatus”.
W grudniu 2006 roku zakończyły się prace nad renowacją dachu, prowadzone z inicjatywy Fundacji Ochrony Dziedzictwa Żydowskiego, Urzędu Miejskiego w Ziębicach oraz Towarzystwa Miłośników Ziębic „Ducatus”. Fundusze na remont przeznaczył Dolnośląski Urząd Marszałkowski. W 2007 roku trwały natomiast dalsze prace zabezpieczające.

## Architektura

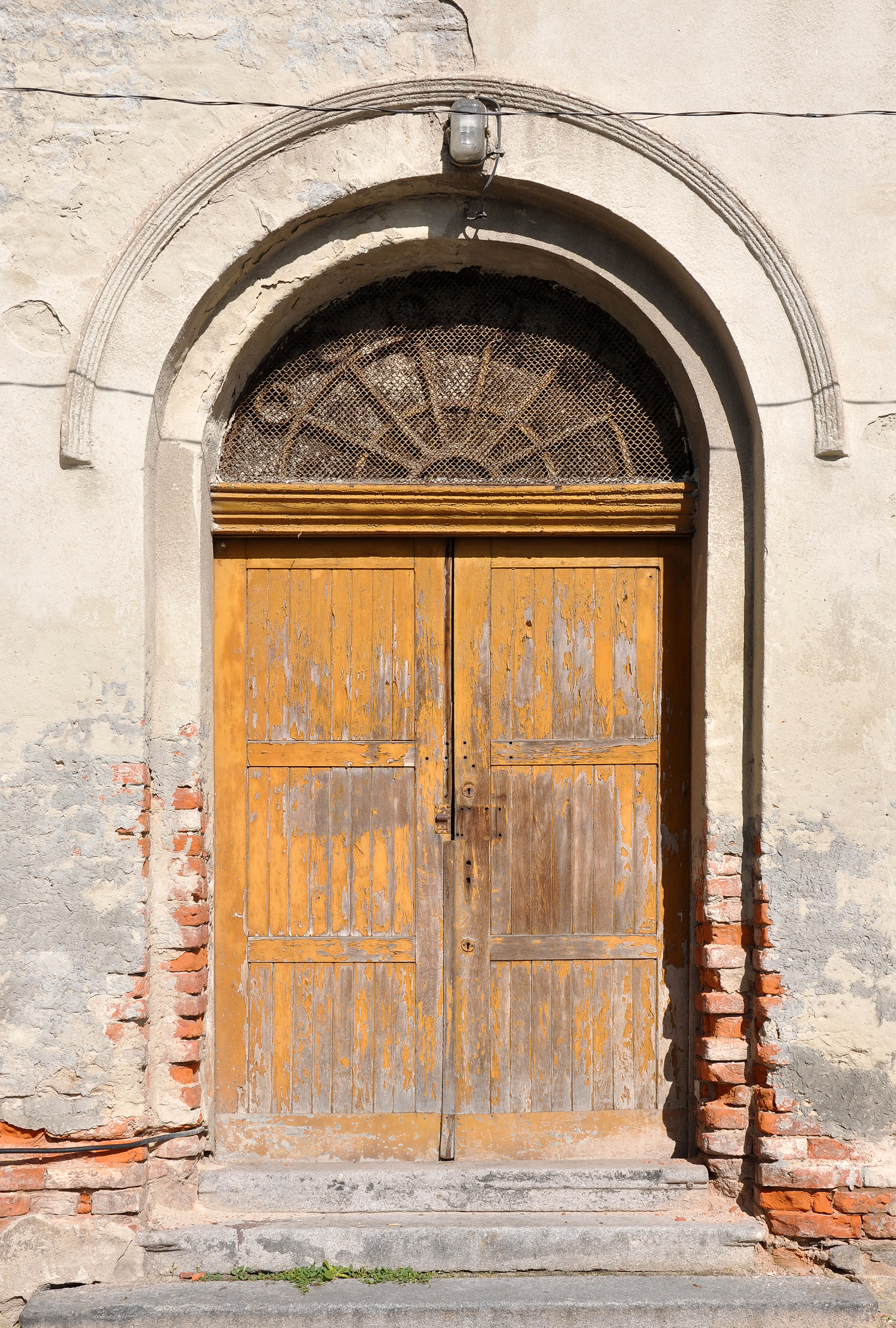
Główne wejście

Murowany i orientowany budynek synagogi wzniesiono na planie prostokąta, w stylu angielskiego neogotyku. Korpus jest kryty dachem dwuspadowym. Od zachodu znajduje się trzykodygnacyjna fasada z wyższym centralnym ryzalitem pozornym, zaakcentowana w narożach wieżyczkami i nakryta płaskim dachem. Elewacje synagogi zdobione są łukowymi oknami oraz ślepymi wnękami.
We wnętrzu w zachodniej części znajduje się przedsionek, z którego wchodzi się do obszernej głównej sali modlitewnej, którą z trzech stron otaczają drewniane galerie dla kobiet. Jednoprzestrzenne wnętrze posiada drewniany strop zdobiony podwieszonymi szyszkami oraz częściowo polichromowanym ornamentem roślinno-geometrycznym. Na ścianie znajdują się dwie uszkodzone tablice z początku XX wieku, poświęcone pamięci Juliusa i Berty Schottländerów.